# Ante Dulibić
Ante Dulibić (19. února 1867 Šibenik – 18. ledna 1935 Šibenik) byl rakouský právník a politik chorvatské národnosti z Dalmácie, na počátku 20. století poslanec Říšské rady.

## Biografie
Profesí byl právníkem. Vystudoval práva na Vídeňské univerzitě. Byl politicky aktivní. Patřil do chorvatské Strany práva. Od roku 1908 do roku 1918 byl poslancem Dalmatského zemského sněmu.
Působil i jako poslanec Říšské rady (celostátního parlamentu Předlitavska), kam usedl v doplňovacích volbách roku 1904 za kurii městskou a obchodních a živnostenských komor v Dalmácii, obvod Zadar, Šibenik/Zadar. Nastoupil 17. listopadu 1904 místo Ante Šupuka. Poslancem zůstal i po volbách do Říšské rady roku 1907, konaných poprvé podle všeobecného a rovného volebního práva, kdy byl zvolen za obvod Dalmácie 03. Mandát obhájil za týž obvod i ve volbách do Říšské rady roku 1911. Ve vídeňském parlamentu setrval až do zániku monarchie Po volbách roku 1907 byl členem Slovinského a chorvatského klubu. Po roce 1911 Chorvatsko-slovinského klubu.
V roce 1923 se stal prezidentem krajského soudu. Působil i jako dlouholetý předseda městské spořitelny ve Splitu.